# Air Florida
Air Florida (с англ. — «Небесная Флорида») — американская бюджетная авиакомпания, базировавшаяся в Майами (штат Флорида). Была основана в 1971 году как местный перевозчик (в пределах штата), однако после дерегулирования авиакомпаний значительно расширила свою сеть маршрутов и стала совершать международные рейсы. Из-за сильной конкуренции и быстро возникших финансовых проблем была ликвидирована в 1984 году.

## История

### Местный перевозчик
Компанию основал в сентябре 1971 года житель Майами Эли Тимонер (англ. Eli Timoner), ранее работавший в конфетном бизнесе, при этом на должность председателя он поставил Тэда Гриффина (англ. Ted Griffin), который в прошлом был директором по маркетингу компании Eastern Air Lines (также базировалась в Майами), то есть уже имел опыт работы в сфере маркетинга. Совет по гражданской авиации выдал ей сертификат эксплуатанта на местные перевозки (внутри штата), а первыми воздушными судами во флоте стали два Boeing 707-331 (борты N705PA и N706PA), взятые в лизинг у Pan American World Airways. Согласно рекламным буклетам, Air Florida стала выполнять полёты 28 сентября 1972 года по кольцевому маршруту «Майами — Орландо — Сент-Питерсберг — Майами» и в обратном порядке, то есть всего в 3 города. Стоимость билета составляла 12 долларов.
Так как Boeing 707 предназначались прежде всего для дальних перелётов, то в 1973—1974 годы компания на смену им купила или взяла в лизинг 3 региональных турбовинтовых лайнера Lockheed L-188 Electra (после перерегистрации имели бортовые номера N23AF—N25AF), которые были уже экономичней на коротких маршрутах. В 1975 году группа инвесторов приобрела контрольный пакет акций Air Florida, тем самым выкупив компанию. Эту группу возглавлял Чарльз Эдвард «Эд» Эккер — бизнесмен, ранее проработавший 11 лет (1964—1975) в крупной авиакомпании Braniff International Airways, в которой занимал пост исполнительного вице-президента и финансового директора, то есть был в ней вторым человеком, после президента. Примечательно, что пост президента Air Florida при этом остался за Эли Тимонером. Имевший хороший опыт работы в авиационной отрасли, Эккер стал развивать небольшую компанию, несмотря на то, что та была ограничена полётами только внутри штата. Вскоре флот компании пополнился двумя McDonnell Douglas DC-9-15 (борты N69AF и N70AF); кратковременно (около месяца) находился в лизинге Boeing 727-76 (борт N40AF). К концу 1977 года Эд Эккер с помощью инвесторов вложил в Air Florida 1,5—2 миллиона долларов, а полёты, согласно расписанию от декабря 1977 года, выполнялись между Майами, Таллахасси, Джэксонвиллом, Орландо, Тампой и Гейнсвиллом. За 1977 год выручка составила 7,8 миллионов долларов.

### Любимица дерегулирования
Небольшой перевозчик испытывал серьёзную конкуренцию со стороны крупной Eastern Air Lines, из-за чего фактически работал в убыток, а его будущее выглядело весьма туманным. Однако в октябре того же 1978 года правительством США был подписан Закон о дерегулировании авиакомпаний, после чего, не дожидаясь вступления данного закона в силу, Совет по гражданской авиации снял несколько ограничений, включая закрепление каждого маршрута за определённым перевозчиком и контроль над тарифами. В американскую гражданскую авиацию пришёл свободный рынок, что кардинально поменяло ситуацию для Air Florida, которая больше не была ограничена полётами внутри штата. В результате в том же году авиакомпания начала выполнять полёты в 13 городов Флориды, а также вышла за пределы штата, совершая рейсы в Нью-Йорк, Вашингтон, Толидо и Филадельфию, то есть всего за два месяца число пунктов назначения возросло с 6 до 17. Стоимость билета на рейс из Майами до «большой тройки городов» составляла 70 долларов.
Расширение маршрутов требовало и увеличения воздушного флота. И здесь Эд Эккер также проявил себя как опытный экономист, сделав выбор прежде всего в пользу экономичного двухдвигательного Boeing 737, причём сперва это были всего несколько 737-100, после которых начались массовые поступления модели 737-200 (к моменту закрытия флот компании насчитывал уже более 4 десятков этих самолётов). Когда остальные авиаперевозчики в стране в условиях свободного рынка, упавших тарифов и отсутствия субсидирования со стороны государства начали нести убытки, Air Florida за 1979 год впервые получила прибыль, которая составила 2,4 миллиона долларов, тогда как за 1978 год наоборот понесла убытки на 109 тысяч долларов. Объём перевозок повысился на 134 % и составил 368,9 миллиона пассажиро-миль. В 1980 году у Seaboard World Airlines был взят в лизинг McDonnell Douglas DC-10-30 борт N1035F, который уже стал совершать трансатлантические рейсы в Лондон (Великобритания), а впоследствии в Манчестер, Дублин (Ирландия), Амстердам (Нидерланды) и Цюрих (Швейцария). Позже флот пополнился ещё четырьмя DC-10-30 и одним Douglas DC-8-62 (борт N1805).
Помимо Европы, международные рейсы стали выполняться в Вест-Индию и Центральную Америку: Венесуэла, Гондурас, Коста-Рика и Ямайка. Цены на билеты при этом были невысоки, а для повышения популярности на рейсах из Майами пассажиров угощали коктейлем «Sunshine Sparkler» — шампанское с апельсиновым соком; благодаря этому заполняемость самолётов была близка к 100 %. Кроме того, на маршруте «Майами — Техас», на котором была сильная конкуренция с другими перевозчиками, существовала также услуга Free Rides for a Kiss, когда пассажир мог поцеловать сотрудника авиакомпании и получить за это бесплатную поездку.За 1981 год, когда авиационная отрасль в стране в целом потерпела убытки на 500 миллионов долларов, Air Florida имела выручку в 114 миллионов долларов и чистую прибыль в 5,1 миллионов долларов.

### Уход Эккера
В 1981 году Air Florida с её большой сетью маршрутов составляла сильную конкуренцию таким гигантам, как Eastern Air Lines и Pan American World Airways, а её жёсткие методы нередко подвергались критике. Эд Эккер по праву назывался Любимцем дерегулирования, так как смог сориентироваться в изменившихся условиях авиаперевозок и довести маленького оператора до солидной организации. Тем неожиданнее стала новость, когда в августе 1981 года Эккер объявил об уходе из Air Florida и переходе на пост президента в авиакомпанию Pan American (занял его 1 сентября), которая считалась флагманом авиации США, но после дерегулирования начала терпеть крупные убытки.

Я думал о том, чтобы найти более сложную работу, и спросил, могу ли стать капитаном «Титаника». Но они сказали, что я опоздал на много лет. Поэтому я решил занять пост председателя Pan Am.
Оригинальный текст (англ.)I was thinking about finding a more challenging job, and I asked about being the captain of the Titanic. But they said I was years too late. So I decided to take the job of Pan Am chairman.— Эд Эккер

Новым руководителем Air Florida стал Дональд Ллойд-Джонс (англ. Donald Lloyd-Jones), однако после ухода Эккера акции компании, которые до этого стоили 17 долларов за штуку, сразу упали. К тому же авиаперевозчики на ряде направлений, в том числе и во Флориде, начали вести тарифные войны, что приводило к снижению прибыли; отныне Air Florida стала снова терпеть убытки. А 13 января 1982 года компания понесла ещё один удар, когда Boeing 737-222 борт N62AF выполнял пассажирский рейс из Вашингтона в Тампу, но после взлёта во время снегопада не смог набрать высоту, врезался в мост 14-й улицы и упал в реку Потомак; в результате происшествия погибли 78 человек.
Для Air Florida это был крах её безупречной репутации, как безопасного перевозчика, из-за чего упала заполняемость рейсов, а следовательно и прибыль. Проведённое NTSB расследование катастрофы в свою очередь привело к неутешительным выводам: пилоты фактически не имели достаточного опыта для полётов в зимних условиях. Компания стала терять клиентов, а для покрытия убытков была вынуждена продать 17 самолётов, отказаться от нескольких десятков городов и уволить 1200 сотрудников. В 1983 году совет директоров смещает Ллойда-Джонса, поставив на его место Дж.Р.К. Тинкла (англ. J.R.K. Tinkle), но ситуацию это не спасло. С 1981 по 1984 год перевозчик понёс убытков на 134,8 миллионов долларов, а стоимость акций снизилась до 6,25 долларов за штуку. Немалую сумму Air Florida потеряла и при попытке выкупить контрольный пакет акций Western Airlines, чтобы закрепиться на западе, а также выйти на маршруты в Мексику и западную Канаду, но в итоге смогла приобрести лишь 16 %, тогда как Western была поглощена Delta Air Lines.
Утром 3 июля 1984 года Air Florida подала заявление о банкротстве, после чего в 11:45 разослала сообщения всем своим пилотам прекращать полёты, кроме рейса, возвращавшегося в Майами из Лондона. Через два месяца её акции за 53 миллиона долларов приобрела авиакомпания Midway Airlines.